# VTJ Vyškov (fotbal)
Vojenská tělovýchovná jednota Vyškov byl poslední název vojenského fotbalového klubu z Vyškova, který byl založen v roce 1958. Většina hráčů zde působila během základní vojenské služby. Zanikl před rokem 1990.
Největším úspěchem klubu byla účast v osmi ročnících nejvyšší jihomoravské soutěže (1964/65–1969/70 a 1972/73–1973/74), z čehož první sezona 1964/65 byla třetiligová.
Svoje domácí utkání hrál na stadionu TJ Vyškov.

## Historické názvy
Zdroj: 
- 1958 – VTJ Dukla Vyškov (Vojenská tělovýchovná jednota Dukla Vyškov)
- 1972 – VTJ VVŠ PV Vyškov (Vojenská tělovýchovná jednota Vysoká vojenská škola pozemního vojska Vyškov)
- 1976 – VTJ Vyškov (Vojenská tělovýchovná jednota Vyškov)

## Stručná historie klubu
Fotbalový oddíl byl v Dukle Vyškov založen roku 1958. Prvním větším úspěchem vyškovských vojáků bylo vítězství v jihomoravském kole Československého poháru. Finálové utkání se hrálo v pondělí 17. září 1962 a Dukla Vyškov v něm porazila mužstvo Spartaku ČKD Blansko výsledkem 6:4 (poločas 6:1).
Byl jedním z mála vojenských celků, který se staral i o výchovu mládeže. V roce 1966 měl čtyři mužstva, A-tým hrál v oblastním přeboru, B-tým byl účastníkem I. B třídy, nově založené družstvo juniorů hrálo základní soutěž a dorostenci Dukly Vyškov nastupovali v I. A třídě.
V průběhu základní vojenské služby zde hráli mj. Petr Vyškovský, Peter Moravčík, Ivan Velísek, Alexander Marczell, Jaromír Novák, Zdeněk Kleveta, Miroslav Nečesaný, Antonín Vyjídák, Milan Bašič, Josef Sláma, Vlastimil Vidlička , Svatopluk Kubant a Stanislav Skříček. Nejznámějším hráčem, který působil v Dukle Vyškov, je Rostislav Václavíček – olympijský vítěz, mistr ligy se Zbrojovkou Brno a rekordman československé/české fotbalové ligy, v níž nastoupil ke 280 utkáním v řadě.

## Umístění v jednotlivých sezonách
Legenda: Z – zápasy, V – výhry, R – remízy, P – porážky, VG – vstřelené góly, OG – obdržené góly, +/− – rozdíl skóre, B – body, červené podbarvení – sestup, zelené podbarvení – postup, fialové podbarvení – reorganizace, změna skupiny či soutěže
| Československo (1958–) |                                         |        |    |     |     |     |     |     |     |    |        |
| Sezóny                 | Liga                                    | Úroveň | Z  | V   | R   | P   | VG  | OG  | +/− | B  | Pozice |
| 1958/59                | II. třída Brněnského kraje – sk. F      | 6      | 22 | 11  | 7   | 4   | 56  | 41  | +15 | 29 | 3.     |
| 1959/60                | II. třída Brněnského kraje – sk. C      | 6      | 22 | ... | ... | ... | ... | ... | ... |    |        |
| 1960/61                | I. třída Jihomoravského kraje – sk. C   | 4      | 26 | 11  | 6   | 9   | 55  | 44  | +11 | 28 | 6.     |
| 1961/62                | I. třída Jihomoravského kraje – sk. C   | 4      | 26 | 17  | 3   | 6   | 67  | 33  | +34 | 37 | 2.     |
| 1962/63                | I. třída Jihomoravského kraje – sk. C   | 4      | 26 | 15  | 7   | 4   | 66  | 29  | +37 | 37 | 2.     |
| 1963/64                | I. A třída Jihomoravského kraje – sk. B | 4      | 26 | 19  | 2   | 5   | 66  | 29  | +37 | 40 | 1.     |
| 1964/65                | Jihomoravský krajský přebor             | 3      | 26 | 7   | 10  | 9   | 34  | 28  | +6  | 24 | 7.     |
| 1965/66                | Jihomoravský oblastní přebor            | 4      | 26 | 12  | 4   | 10  | 50  | 36  | +14 | 28 | 5.     |
| 1966/67                | Jihomoravský oblastní přebor            | 4      | 26 | 14  | 5   | 7   | 59  | 35  | +24 | 33 | 3.     |
| 1967/68                | Jihomoravský oblastní přebor            | 4      | 26 | 13  | 3   | 10  | 39  | 34  | +5  | 29 | 6.     |
| 1968/69                | Jihomoravský oblastní přebor            | 4      | 26 | 9   | 4   | 13  | 31  | 43  | −12 | 22 | 11.    |
| 1969/70                | Jihomoravský župní přebor               | 5      | 26 | 6   | 4   | 16  | 29  | 55  | −26 | 17 | 14.    |
| 1970/71                | I. A třída Jihomoravské župy – sk. B    | 6      | 26 | …   | …   | …   | …   | …   | …   |    |        |
| 1971/72                | I. A třída Jihomoravské župy – sk. B    | 6      | 26 | …   | …   | …   | …   | …   | …   |    | 1.     |
| 1972/73                | Jihomoravský krajský přebor             | 5      | 30 | 11  | 7   | 12  | 39  | 38  | +1  | 29 | 11.    |
| 1973/74                | Jihomoravský krajský přebor             | 5      | 30 | 7   | 5   | 18  | 32  | 56  | −24 | 19 | 16.    |
| …                      |                                         |        |    |     |     |     |     |     |     |    |        |
| 1978/79                | I. B třída Jihomoravského kraje         | 6      | 26 | …   | …   | …   | …   | …   | …   |    |        |
| …                      |                                         |        |    |     |     |     |     |     |     |    |        |

Poznámky:
- 1969/70: V této sezoně byl zkoušen (a po sezoně zrušen) tento systém bodování – za výhru rozdílem dvou a více branek byly vítězi udělovány 3 body, za vítězství o jednu branku 2 body, za bezbrankovou remízu nebyly žádné body a při jakékoli jiné remíze si soupeři rozdělili po jednom bodu.[18]

## VTJ Vyškov „B“
VTJ Vyškov „B“ byl rezervním týmem vyškovských vojáků, který se pohyboval převážně v okresních soutěžích.

### Umístění v jednotlivých sezonách
Zdroj: 
Legenda: Z – zápasy, V – výhry, R – remízy, P – porážky, VG – vstřelené góly, OG – obdržené góly, +/− – rozdíl skóre, B – body, červené podbarvení – sestup, zelené podbarvení – postup, fialové podbarvení – reorganizace, změna skupiny či soutěže
| Československo (1962–1975) |                                         |        |    |   |   |    |    |    |     |    |        |
| Sezóny                     | Liga                                    | Úroveň | Z  | V | R | P  | VG | OG | +/− | B  | Pozice |
| 1962/63                    | I. třída Jihomoravského kraje – sk. B   | 4      | 26 | 8 | 3 | 15 | 46 | 75 | −29 | 19 | 11.    |
| …                          |                                         |        |    |   |   |    |    |    |     |    |        |
| 1966/67                    | I. B třída Jihomoravské oblasti – sk. D | 6      | 22 | … | … | …  | …  | …  | …   |    |        |
| …                          |                                         |        |    |   |   |    |    |    |     |    |        |
| 1974/75                    | I. B třída Jihomoravského kraje – sk. B | 7      | 26 | … | … | …  | …  | …  | …   | 15 | 14.    |